# دکتر کانگ
دکتر کانگ (انگلیسی: Dr. Kkang؛ کره‌ای: 닥터 깽) یک مجموعه تلویزیونی محصول کره جنوبی سال ۲۰۰۶ با بازی یانگ دونگ گون، هان گا این و لی جونگ هیوک است. این مجموعه از ۵ آوریا تا ۲۵ مه ۲۰۰۶، روزهای چهار چهار شنبه و پنجشنبه ساعت ۲۱:۵۵ (کی‌اس‌تی) از ام‌بی‌سی برای ۶ قسمت پخش شد.

## بازیگران
- یانگ دونگ گون در نقش کانگ دال گو
- هان گا این در نقش دکتر کیم یو نا
- لی جونگ هیوک در نقش دادستان سوک هی جونگ
- کیم هه اوک در نقش یون جی، مادر دال گو[۲]
- کیم هاک چول در نقش سونگ کوانگ هو، رئیس باند شارک فین
- کیم جونگ ته در نقش جو جانگ شیک، گانگستر شارک فین
- پارک شی اون در نقش لی هه یونگ، زن برادر یو نا
- ها سوک جین در نقش کیم جین گیو، برادر یو نا
- اوه کوانگ روک در نقش دکتر بونگ
- جو می ریونگ در نقش پرستار سو
- چوی جه وون در نقش کارآگاه کیم، برادر یو نا و شوهر هه یونگ
- جونگ گیو وون در نقش کارآگاه به
- یو ته سونگ در نقش تک سو
- کیم سو کیوم در نقش سون ئه
- کی ها کیون در نقش دادستان هوانگ
- کیم چول کی در نقش دو جین شیک، وکیل دال گو
- وون ته هی در نقش یک دانش آموز دبیرستانی
- چوی بوم هو